# James M. Cox
James Middleton Cox (Jacksonburgh, Ohio, 31 de marzo de 1870 - 15 de julio de 1957) fue un político estadounidense y miembro del Partido Demócrata. Fue candidato a la presidencia de los Estados Unidos de América en las elecciones de 1920 pero fue derrotado en las urnas por el candidato republicano Warren Harding. Además tuvo el cargo de gobernador en dos ocasiones, en los periodos 1913-1915 y 1917-1921. Murió en Kettering (Ohio) el 15 de julio de 1957.